# Bengt Rånby
Bengt Rånby, född 5 april 1920 i Råneå, Norrbottens län, död 10 oktober 2000 i Danderyd, var en svensk polymerkemist.
Bengt Rånby studerade vid Uppsala universitet och disputerade 1952 i fysikalisk kemi. Han var 1961–1986 professor i polymerteknologi vid Kungliga Tekniska högskolan. Han invaldes 1967 i Ingenjörsvetenskapsakademien och 1985 i Vetenskapsakademien.
Tillsammans med Mats Hillert tilldelades han 1991 KTH:s stora pris.